# Diode à vide
Ne doit pas être confondue avec la diode à semi-conducteur

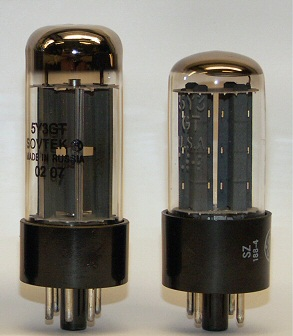
Double diode 5Y3

Diode, à chauffage direct

La diode à vide est le premier tube électronique faisant office de diode. Elle a été utilisée au début du XXe siècle, mais a rapidement été concurrencée par l'Audion de Lee De Forest, qui a fait l'objet de longs procès en priorité d'invention.

## Historique

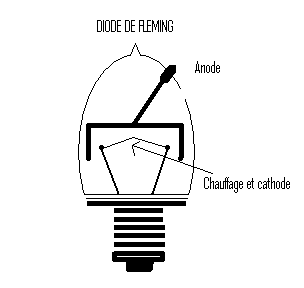
Schéma d'une diode de Fleming

Dans le cadre de recherches sur un système de détection des ondes hertziennes, John Fleming conçoit en 1903, la première valve détectrice. Ce détecteur d'ondes radio est très bien accueilli à un moment où le radioconducteur, aussi appelé cohéreur, inventé par Édouard Branly était pratiquement la seule solution pour la détection de ces ondes. C'est une application directe de l'effet Edison découvert en 1880.
Le physicien William Eccles donne le nom de diode à ce dispositif.

## Description
La diode à vide est un tube électronique qui se compose de :
- un filament en tungstène alimenté par un courant électrique à basse tension ;
- la cathode qui est chargée d'émettre des électrons ;
- une anode ou plaque, cylindre de tôle mince entourant la cathode ;

le tout est enfermé dans une ampoule en verre dans lequel un vide très poussé a été effectué ; lorsque la cathode est chauffée, elle émet des électrons qui peuvent être captés par l'anode chargée positivement par rapport à la cathode. Le courant maximum pouvant traverser la diode dépend de la nature de la cathode et de sa température.

## Applications
Outre la fonction de détection, la diode a permis le redressement du courant alternatif, surtout à l'aide de différents gaz ou de diode à vapeur de mercure.
Au XXIe siècle, l'usage de la diode à vide ou à gaz est restreint à des cas particuliers, tel que les amplificateurs à lampes utilisés par les audiophiles. Ces diodes sont également très recherchées pour la réparation des anciens postes de radio.

## Schéma

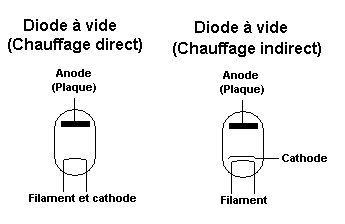
Chauffage du filament.

- 5R4      Double diode à vide
- 5U4      Double diode à vide
- 5Y3      Double diode à vide
- 6AL5     Double diode à vide
- 6AU4     Diode à vide 6AU4GTA[N 3]
- EB91     Double diode à vide
- EZ80     Double diode à vide
- EZ81     Double diode à vide
- GZ32     Double diode à vide
- GZ34     Double diode à vide
- GZ37     Double diode à vide